# ГЕС Hóngshí
ГЕС Hóngshí (红石水电站) — гідроелектростанція на північному сході Китаю у провінції Цзілінь. Знаходячись між ГЕС-ГАЕС Байшань (вище по течії) та ГЕС Финмань, входить до складу каскаду на річці Сунгарі (великий правий доплив Амуру).
У межах проєкту річку перекрили бетонною гравітаційною греблею висотою 46 метрів та довжиною 438 метрів. Вона утримує водосховище з об'ємом 162,5 млн м3 (корисний об'єм 13,4 млн м3) та припустимим коливанням рівня поверхні в операційному режимі між позначками 289 та 290 метрів НРМ (під час повені рівень може зростати до 293,9 метра НРМ, а об'єм — до 228 млн м3).
Інтегрований у греблю машинний зал обладнали чотирма турбінами типу Каплан потужністю по 50 МВт, які забезпечують виробництво 435 млн кВт·год електроенергії на рік.
Видача продукції відбувається по ЛЕП, розрахованим на роботу під напругою 220 кВ та 66 кВ.